# 최윤동
최윤동(崔允東, 1897년 7월 3일 ~ 1965년 5월 11일)은 대한민국의 정치인이다. 제헌 국회의원을 지냈다.

## 약력
- 중국 운남 육군사관학교 졸업
- 중국 길림 군정사 군무국
- 중국 봉천성 신흥학교 교관
- 한국독립군 의용단 대장
- 신간회 대구지부장
- 중외일보사 전무취체역
- 대구상공주식회사 중역
- 한국민주당 중앙본부 연락부장
- 광복회장
- 한국민주당 중앙상무위원
- 국민의회국방위원장
- 육군,공군출신 청년의용단장

## 역대 선거 결과
|  | 38.52% |

|  | 5.90% |

## 참고자료
- 《대한민국 의정총람》, 국회의원총람발간위원회, 1994년
- 최윤동 - 대한민국헌정회